# I. e. 32
Évszázadok: i. e. 2. század – i. e. 1. század – 1. század
Évtizedek: i. e. 80-as évek – i. e. 70-es évek – i. e. 60-as évek – i. e. 50-es évek – i. e. 40-es évek – i. e. 30-as évek – i. e. 20-as évek – i. e. 10-es évek – i. e. 1-es évek – 1-es évek – 10-es évek
Évek: i. e. 37 – i. e. 36 – i. e. 35 – i. e. 34 –  i. e. 33 – i. e. 32 – i. e. 31 – i. e. 30 – i. e. 29 – i. e. 28 – i. e. 27

## Események

### Róma
- Cnaeus Domitius Ahenobarbust és Caius Sosiust választják consulnak.
- Antonius és Kleopátra előbb Számoszra, majd Athénba költözik és készülnek a várható összecsapásra Octavianusszal.
- Antonius hivatalosan is elválik feleségétől, Octaviától (Octavianus nővérétől). Antonius két híve, Lucius Munatius Plancus és unokaöccse, Marcus Titius átáll Octavianushoz és elárulják neki Antonius végrendeletének tartalmát (ők írták alá tanúként).
- Octavianus törvénytelenül elviteti a Vesta-templomból Antonius végrendeletét és megmutatja a szenátusnak: ebben Antonius megerősíti a birodalom keleti felének korábbi felosztását és kifejezi óhaját, hogy Alexandriában temessék el Kleopátrával. Utóbbi kiváltja a szenátus felháborodását.
- Octavianus Kleopátrát vádolja Antonius római szellemének megrontásával és javaslatára a szenátus hadat üzen Egyiptomnak. Kitör a Római Köztársaság utolsó polgárháborúja. A két consul és a szenátus mintegy harmada elhagyja Rómát és Görögországba távozik Antoniushoz.
- Antonius helyőrségeket állít a nyugat-görögországi városokba, flottáját Actiumban gyűjti össze, maga pedig Patraeben állítja fel főhadiszállását.

## Halálozások
- Titus Pomponius Atticus, római történetíró.

## Fordítás
- Ez a szócikk részben vagy egészben  a(z)   32 av. J.-C. című francia Wikipédia-szócikk ezen változatának fordításán alapul.  Az eredeti cikk szerkesztőit annak laptörténete sorolja fel. Ez a jelzés csupán a megfogalmazás eredetét és a szerzői jogokat jelzi, nem szolgál a cikkben szereplő információk forrásmegjelöléseként.